# Ægir (Schiff, 1939)
Die Ægir war ein Befehls- und Schulschiff der Kongelige Danske Marine, das ursprünglich unter dem Namen Tanga als Schnellbootbegleitschiff der deutschen Kriegsmarine gebaut wurde. Nach der Tsingtau war die Tanga das zweite Schiff dieser Art, das den Besatzungen der Schnellboote als Unterkunft und den Booten als Kraftstoff-, Munitions-, Frischwasser- und Verpflegungsdepot diente. Nach dem Zweiten Weltkrieg diente das Schiff zunächst dem Deutschen Minenräumdienst und gelangte 1948 nach Dänemark, wo es von 1951 bis 1967 als Ægir in Dienst stand.

## Baugeschichte und Technische Daten
Das Schiff war ursprünglich bei der A.G. Neptun in Rostock als Mutterschiff für die chinesische Marine in Auftrag gegeben worden und lief dort am 4. Dezember 1937 vom Stapel. 1938 kaufte die deutsche Kriegsmarine das noch unfertige Schiff und ließ es als Schnellbootbegleitschiff fertigstellen. Mit Verfügung vom 12. Dezember 1938 erhielt das Schiff den Namen Tanga, nach der Hafenstadt Tanga in der ehemaligen deutschen Kolonie Deutsch-Ostafrika bzw. der dort im November 1914 geschlagenen Schlacht bei Tanga. Das Schiff wurde am 21. Januar 1939 in Dienst gestellt und der am 1. August 1938 aufgestellten 2. Schnellboot-Flottille zugeteilt.
Das Schiff war 96,2 m lang und 13,63 m breit und hatte 4,14 m Tiefgang. Die Wasserverdrängung betrug 2.190 Tonnen (standard) bzw. 2.620 Tonnen (maximal). Zwei MAN-Viertakt-Dieselmotoren mit jeweils 4100 PS und mit Vulcangetriebe ermöglichten eine Höchstgeschwindigkeit von 17,5 kn. Der Aktionsradius betrug 8,450 Seemeilen bei 9 kn Marschgeschwindigkeit bzw. 5000 Seemeilen bei 15 kn Marschgeschwindigkeit. Die Bewaffnung bestand aus zwei 10,5-cm-Geschützen, zwei 3,7-cm-Flak und vier 2-cm-Flak. Die Besatzung zählte 225 Mann.

## Zweiter Weltkrieg
Bei Kriegsbeginn 1939 lag die 2. Schnellboot-Flottille unter Kapitänleutnant Rudolf Petersen, dem späteren Kommodore und Führer der Schnellboote, mit S 9, S 10, S 14, S 15, S 16 und S 17 und ihrem Begleitschiff Tanga (unter Kapitänleutnant Reinhold Bening) im U-Boothafen von Helgoland. Von hier aus unternahm die Flottille am 4. September 1939 einen Aufklärungsvorstoß, musste das Unternehmen aber wegen schweren Wetters abbrechen. Das Boot S 17 erlitt dabei so schwere Schäden, dass es ausgemustert werden musste. Am 10. September verlegte die Flottille nach Kiel, dann nach Swinemünde, Saßnitz, Rostock und wieder nach Kiel. Dabei wurde vor allem Ausbildung betrieben, so zum Beispiel Torpedoschießen vor Schleimünde. Außerdem fuhr die Flottille U-Boot-Sicherung für die Schweren Kreuzer Admiral Hipper und Blücher und suchte in der westlichen Ostsee, dem Großen und Kleinen Belt und im Öresund vergeblich nach polnischen U-Booten, die aus der Ostsee auszubrechen versuchten. Mit dem Einsetzen der Vereisung der Ostsee verlegte die Flottille zurück in die Nordsee.
Am 1. März 1940 wurde die Tanga der neu aufgestellten 6. Schnellboot-Flottille zugeteilt, die zunächst in der südlichen Nordsee und danach während der deutschen Westoffensive im Ärmelkanal eingesetzt wurde. Am 15. Oktober 1941 wurde das Schiff dem neuen Admiral Nordmeer, Vizeadmiral Hubert Schmundt, zur Verfügung gestellt und verlegte daraufhin im November, zusammen mit der 8. Zerstörerflottille, nach Kirkenes in Nordnorwegen. Dort diente die Tanga Admiral Schmundt bis Mai 1942 als Stabsschiff. Danach wurde sie dem S-Boot-Schulverband in der Ostsee zugewiesen, wo sie bis Kriegsende blieb.

## Nachkriegsdienst: Deutscher Minenräumdienst
Nach Kriegsende war die Tanga von 10. Mai 1945 an beim Deutschen Minenräumdienst im Einsatz, ehe sie am 3. Dezember 1947 außer Dienst gestellt und als US-amerikanische Kriegsbeute eingezogen wurde.

## Dänische Marine
Am 8. Juni 1948 wurde das Schiff an Dänemark verkauft, wo es nach Umrüstung in Kopenhagen am 12. Dezember 1951 in Dienst gestellt wurde und unter dem Namen Ægir und mit der Kennung A560 als Tender, Befehlsschiff und Schulschiff in der dänischen Marine diente.
Das Schiff verdrängte nunmehr 2.379 Tonnen und war bis 1957 mit zwei 12,7-cm-Geschützen von Rheinmetall, sechs 4,0-cm-Maschinenkanonen und zwei 3,7-cm-Geschützen bewaffnet. Nach Umbau und Neubewaffnung von Oktober 1956 bis Februar 1958 bestand die Hauptbewaffnung aus zwei britischen 10,2-cm-Schnellfeuergeschützen. Hinzu kamen zwei Wasserbombenwerfer. Die beiden 3,7-cm-Geschütze und eine der ursprünglich sechs 4,00-cm-Maschinenkanonen wurden 1956 bzw. 1963 entfernt. Das Schiff konnte bis zu 24 Torpedos für U-Boote laden. Die Besatzung bestand aus 44 Offizieren und 183 Mannschaften und (als Schulschiff) bis zu 122 Auszubildenden.
Die Ægir diente zumeist in heimatlichen Gewässern, unternahm aber 1958 eine Reise nach Kanada und 1961 eine in das Mittelmeer. Im September 1964 diente sie als Flaggschiff der königlich-dänischen Flottille, die zu den Feierlichkeiten anlässlich der Hochzeit des griechischen Königs Konstantin II. mit der dänischen Prinzessin Anne-Marie nach Griechenland fuhr. Danach wurde sie offiziell zum Schulschiff umklassifiziert.

## Verbleib
Das Schiff wurde am 10. Januar 1967 außer Dienst gestellt, am 20. Juli 1967 an die Firma Paul Bergsøe & Son in Jernhaven auf der Insel Masnedø zum Verschrotten verkauft und im gleichen Jahr abgewrackt.